# La sirenita (videojuego)
La sirenita es un videojuego de la plataforma Nintendo, basado en la película de 1989 del mismo nombre, producido por Disney.

## Argumento
Úrsula la malvada bruja del mar, ha enviado una ola de peces malvados al océano, para apoderarse del Reino de Tritón. Ariel tendrá que regresar al mar para salvar el reino de su padre, vencer a Úrsula y regresar con su príncipe Eric.

## Personajes
- Ariel: Heroína del juego, intentara detener a Úrsula y salvar a su padre

- Flounder: Es mensajero junto con Sebastián para advertir a Ariel de las malicias de Úrsula

- Sebastián: Mensajero.

- Tiburón: Primer enemigo de Ariel.

- Flotsam y Jetsam: Segundos enemigos de Ariel.

- Foca de Mar: Tercer enemigo.

- Caballo de Mar: Cuarto enemigo.

- Ursula: Principal enemigo de Ariel, es vencida en 2 niveles.

- Eric: Aparece al principio y al final del juego, pero solo en los intros, no interactúa durante el juego en ningún momento.

- Rey Triton: Aparece al final, para convertir a Ariel en humana y casarse con su príncipe.

## Música
- Story Tell
- Under The Sea
- Sea Of Coral
- Sunken Ship
- Sea Of Ice
- Undersea Volcano
- Ursula's Castle
- Final Battle

## Niveles
- Sea Of Coral
- Sunken Ship
- Sea Of Ice
- Undersea Volcano
- Ursula Castle
- Ursula Return/Final Battle

## Mecánica del juego
Es de los juegos más sencillos que hizo Capcom de las series más exitosas de Disney en la década de los 90's. Ariel debe de recolectar 3 perlas de color púrpura para poder tener una burbuja de mayor potencia para que pueda atrapar grandes peces y usarlos como arma al lanzarlos con su cola y también puede paralizar por segundos algunos peces para poder así avanzar en el juego.
Si recolecta solo una perla de color púrpura debe lanzar dos veces en su cola la burbuja para atrapar a los peces para tenerlos como arma para estrellarlos contra sus demás enemigos así como en orificios puede encontrar corazones para salvar la vida, sirena con la silueta de Ariel con ella acumulas una vida extra, cucharas, tenedores y pipas. 
Las perlas de color verde, las cucharas, tenedores o pipas son para acumular puntos durante todo el juego.